# 輸送量の単位
輸送量の単位（ゆそうりょうのたんい）とは､交通機関や輸送機関が運んだ人数、または貨物・荷物の重量と距離を掛け合わせた、輸送量を表すために用いられる単位である。
通常、以下の2つが用いられる｡
- 人キロ - 旅客の人数とその旅客を輸送した距離（km単位）を掛け合わせたもの。1人の旅客を1km輸送した輸送量が1人キロ。

例：3人の旅客を10km輸送した場合は3人×10km＝30人キロである。
- トンキロ - 貨物のトン数とその貨物を輸送した距離（km単位）を掛け合わせたもの。1トンの貨物を1km輸送した輸送量が1トンキロ。

例：5トンの貨物を30km輸送した場合は5トン×30km＝150トンキロである。